# Еху
Е́ху (англ. Yahoo, [ˈjɑːhuː], встречается также написание йеху или йэху) — вымышленные человекоподобные существа, населяющие страну добродетельных лошадей-гуигнгнмов и описанные в IV части «Путешествий Гулливера» Джонатана Свифта. Свифт не раз заявлял, что ненавидит человеческую породу и считает её от природы порочной. Еху в романе — концентрированный образ природы человека, не облагороженной духовностью.
Предание о происхождении еху, изложенное в главе IX, сообщает, «что двое еху, впервые появившиеся в их стране, прибыли к ним из-за моря; что они были покинуты товарищами и, высадившись на берег, укрылись в горах; затем, из поколения в поколение, потомки их вырождались и с течением времени сильно одичали по сравнению со своими одноплеменниками, живущими в стране, откуда прибыли двое их прародителей <…> Эти двое еху были, должно быть, англичане, как я очень склонен подозревать на основании черт лица их потомства, хотя и очень обезображенных».
Критики обращают внимание на то, что в конце IV части описано спасение Гулливера на португальском корабле, причём капитан судна Педро де Мендес вёл себя исключительно благородно и не жалел усилий для помощи Гулливеру. Иногда говорят, что в образе еху отразился неизбывный пессимизм Свифта относительно судеб человечества. Однако эпизод с капитаном трудно согласовать с приписываемой Свифту радикальной мизантропией; показав отрицательный пример, автор тут же дал и пример положительный — и это, полагают критики, начиная с Кольриджа, неслучайно.

## Нравы еху
Пороки, свойственные еху, представляют собой карикатурное изображение человеческих и общественных пороков. Почти всё в описаниях их внешности и повадок заимствовано из наблюдений путешественников за «дикарями» и обезьянами.
- Жадность: «Если вы даёте пятерым еху корму, которого хватило бы для пятидесяти, то они, вместо того чтобы спокойно приступить к еде, затевают драку, и каждый старается захватить всё для себя. <…> Пищу, похищенную ими или добытую грабежом где-нибудь вдали, они предпочитают гораздо лучшей пище, приготовленной для них дома. <…> В этой стране еху являются единственными животными, которые подвержены болезням; <…> все они обусловлены не дурным обращением с ними, а нечистоплотностью и обжорством этих гнусных скотов».
- Агрессивность: «Сражения между еху соседних местностей начинаются без всякой видимой причины; еху одной местности всячески стараются напасть на соседей врасплох, прежде чем те успели приготовиться. Но если они терпят почему-либо неудачу, то возвращаются домой и, за отсутствием неприятеля, завязывают между собой то, что я назвал гражданской войной».
- Похотливость: «Я… разделся догола и спокойно вошёл в воду. Случилось, что за мной всё время наблюдала стоявшая за пригорком молодая самка еху. Воспламененная похотью, она стремительно подбежала и прыгнула в воду на расстоянии пяти ярдов от того места, где я купался… Самка обняла меня самым непристойным образом; я закричал во всю глотку, и гнедой галопом примчался ко мне на выручку; тогда она с величайшей неохотой выпустила меня из своих объятий и выскочила на противоположный берег, где стояла и выла, не спуская с меня глаз всё время, пока я одевался».
- Корыстолюбие: «В некоторых местах этой страны попадаются разноцветные блестящие камни, к которым еху питают настоящую страсть; и если камни эти крепко сидят в земле, как это иногда случается, они роют когтями с утра до ночи, чтобы вырвать их, после чего уносят свою добычу и кучами зарывают её у себя в логовищах; они действуют при этом с крайней осторожностью, беспрестанно оглядываясь по сторонам из боязни, как бы товарищи не открыли их сокровищ. <…> Наиболее ожесточённые сражения между еху происходят чаще всего на полях, изобилующих блестящими камнями».
- Власть: «В большинстве стад еху бывают своего рода правители <…>, которые всегда являются самыми безобразными и злобными во всём стаде. У каждого такого вожака бывает обыкновенно фаворит, имеющий чрезвычайное с ним сходство, обязанность которого заключается в том, что он лижет ноги и задницу своего господина и поставляет самок в его логовище; в благодарность за это его время от времени награждают куском ослиного мяса. Этого фаворита ненавидит всё стадо, и потому для безопасности он всегда держится возле своего господина. Обыкновенно он остаётся у власти до тех пор, пока не найдётся ещё худший; и едва только он получает отставку, как все еху этой области, молодые и старые, самцы и самки, во главе с его преемником, плотно обступают его и обдают с головы до ног своими испражнениями».
- Склонность к наркомании: «Здесь попадается ещё один очень сочный корень, правда, очень редко, и найти его нелегко; еху старательно разыскивают этот корень и с большим наслаждением его сосут; он производит на них то же действие, какое на нас производит вино. Под его влиянием они то целуются, то дерутся, ревут, гримасничают, что-то лопочут, выписывают кренделя, спотыкаются, падают в грязь и засыпают».

Гуигнгнмы брезгливо относились к еху, но использовали их как рабочий скот.
Прожив в обществе гуигнгнмов некоторое время, Гулливер проникся отвращением к своим собратьям-людям (глава X):

Когда я думал о своей семье, своих друзьях и своих соотечественниках или о человеческом роде вообще, то видел в людях, в их внешности и душевном складе то, чем они были на самом деле, — еху, может быть, несколько более цивилизованных и наделённых даром слова, но употребляющих свой разум только на развитие и умножение пороков, которые присущи их братьям из этой страны лишь в той степени, в какой их наделила ими природа.

## Культурное влияние
- Свифтовские мотивы ясно ощущаются во многих произведениях Герберта Уэллса. Например, в романе «Машина времени» (1895) выведены две расы потомков современных людей — омерзительные хищники-морлоки, напоминающие еху, и их утончённые жертвы-элои[7][8][9]. В другом романе Уэллса, «Мистер Блетсуорси на острове Рэмполь» (1928), общество дикарей-каннибалов аллегорически изображает пороки современной цивилизации.
- В рассказе Хорхе Борхеса «Сообщение Броуди» (1970) повествование ведётся от лица миссионера, обнаружившего во время своих скитаний в Южной Америке крайне деградировавшую народность. Повествователь называет её «еху», так как не в состоянии воспроизвести самоназвание на грубом рыкающем языке. В свойственной для себя манере Борхес переосмыслил задумку Свифта в духе трагического абсурда; так, жадность до драгоценностей у еху из оригинального произведения обращается в тягу к грязи и нечистотам, а «короли» племени в «Сообщении Броуди», вопреки оригиналу, оказываются совершенно беспомощными калеками и в войне с соседними племенами погибают первыми.
- Название поисковой системы и корпорации Yahoo!, как разъясняли её создатели, тоже взято у Свифта[10][11].